# Takaji Mori
Takaji Mori (n. 24 noiembrie 1943, Fukuyama, Imperiul Japonez – d. 17 iulie 2011, Meguro, Tōkyō, Japonia) a fost un fotbalist japonez.

## Statistici
| Japonia | Japonia | Japonia |
| An      | Meciuri | Goluri  |
| ------- | ------- | ------- |
| 1966    | 4       | 0       |
| 1967    | 5       | 1       |
| 1968    | 4       | 0       |
| 1969    | 4       | 0       |
| 1970    | 13      | 0       |
| 1971    | 3       | 0       |
| 1972    | 8       | 0       |
| 1973    | 1       | 1       |
| 1974    | 1       | 0       |
| 1975    | 9       | 0       |
| 1976    | 4       | 0       |
| Total   | 56      | 2       |